# Strahlenparadiesvögel
Der Strahlenparadiesvögel (Parotia) sind eine Gattung aus der Familie der Paradiesvögel (Paradisaeidae) und umfasst fünf Arten. Alle Arten kommen ausschließlich in höheren Gebirgslagen auf Neuguinea vor. Die Männchen aller Arten haben ein Gefieder, das teilweise stark irisiert und außerdem auf jeder Kopfseite drei verlängerte Schmuckfedern, die unter anderem bei der Balz eingesetzt werden. Die Weibchen dagegen sind mit ihrem überwiegend bräunlichem Gefieder deutlich unauffälliger gefärbt.
Von den fünf Arten wird lediglich die Bestandssituation des Wahnesparadiesvogels von der IUCN als potentiell gefährdet (near threatened) eingestuft. Er kommt in einem schmalen Streifen von Küstengebirgszügen entlang Nordostküste Neuguineas vor, die vergleichsweise dicht besiedelt ist. Die übrigen Arten werden als ungefährdet (least concern) eingestuft. Die bislang am wenigsten erforschte Art ist der Berlepschparadiesvogel. Die Art wurde 1897 von dem deutschen Ornithologen Otto Kleinschmidt anhand von zwei männlichen Bälgen aus der Sammlung des Grafen Hans Hermann Carl Ludwig von Berlepsch beschrieben. Sie kommt ausschließlich in einem abgelegenen Gebirge auf Neuguinea vor und wurde erst 1985 wiederentdeckt.

## Beschreibung

### Körperbau und -maße

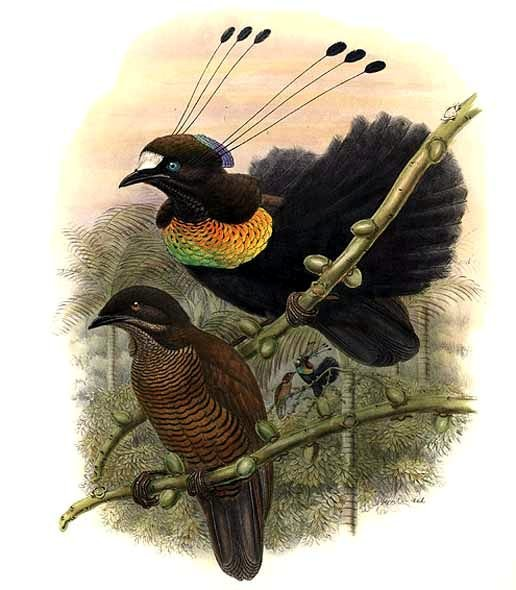
Blaunacken-Paradiesvogel

Strahlenparadiesvögel erreichen eine Körperlänge zwischen 25 und 43 Zentimeter. Die größte Art ist der Wahnesparadiesvogel. Die Männchen dieser Art erreichen eine Körperlänge von 43 Zentimeter. Das Schwanzgefieder ist gestuft. Das mittlere Steuerfederpaar, das über das übrige Schwanzgefieder hinaus ragt, erreicht eine Länge von 20 bis 22,5 Zentimeter. Das übrige Schwanzgefieder wird zwischen 15,9 und 19,8 Zentimeter lang. Die Weibchen dagegen bleiben mit einer Körperlänge von 36 Zentimeter geringfügig kleiner. Auch bei ihnen ist das Schwanzgefieder gestuft. Das mittlere und längste Steuerfederpaar erreicht eine Länge zwischen 16,1 und 17,5 Zentimeter. Das übrige Schwanzgefieder ist zwischen 14 und 16,4 Zentimeter lang. Dieser Größenunterschied findet sich häufiger bei dieser Art: Im Schnitt sind die Weibchen etwa 10 Prozent kleiner als die Männchen. Der Schnabel entspricht etwa der Hälfte der Kopflänge und ist vergleichsweise schmal und kurz. Die Flügel sind gerundet und vergleichsweise lang. Bei den zwei äußersten Handschwingen ist die Innenfahne kaum ausgebildet, die neunte Handschwinge läuft dagegen spitz aus.
Die Iris ist bei vier Arten blau mit einem gelben Außenring. Lediglich bei dem Carola-Paradiesvogel ist die Iris vollständig gelb.

### Gefieder
Das Schwanzgefieder ist stark bis kaum gestuft. Zu den Arten mit einem stark gestuften Schwanzgefieder gehört der Wahnes- und Arfak-Paradiesvogel. Bei dem Blaunacken-Paradiesvogel ist es nur leicht gestuft, während bei dem Carola-Paradiesvogel und dem Berlepschparadiesvogel das Schwanzgefieder in einer fast geraden Linie endet.
Die Männchen haben grundsätzlich ein samtschwarzes Gefieder mit einem schmalen Band stark irisierender Federn im Nacken. Lediglich beim Carola-Paradiesvogel hat auch das Männchen eine bräunliche Gefiederfärbung Hinter jedem Auge befindet sich auf Höhe der Ohrdecken Federohren aus verlängerten, spitz zulaufenden Federn. Drei der Federn auf jeder Kopfseite sind drahtartig stark verlängert und enden in kleinen, fast runden Ovalen. Dieses Merkmal findet sich bei allen Strahlenparadiesvögeln und hat der Gattung den deutschen Namen gegeben. Sie haben außerdem oberhalb der Nasenlöcher oder an der vorderen Stirn kleine Tuffs aus aufstellbaren Federn, die entweder silbrige Spitzen haben oder vollständig silbrig sind. Die Federn des Brustgefieders sind sehr groß und schuppenförmig. Sie irisieren sehr stark in bronze- bis magentafarbenen Tönen. Der Carola-Paradiesvogel, der bereits durch den Grundton seines Gefieders von den anderen Arten abweicht, hat außerdem an den Flanken verlängerte weißliche Federn.
Die Weibchen sind deutlich unauffälliger gefärbt. Bei ihnen dominieren gedeckte Brauntöne. Dabei ist der Kopf gewöhnlich etwas dunkler und kann sogar schwärzlich sein. Auf der Körperunterseite sind sie braun und weißlich quergebändert.

## Verbreitung und Lebensraum
Strahlenparadiesvögel kommen ausschließlich auf Neuguinea vor, der nach Grönland zweitgrößten Insel der Welt. Die Größe ihres jeweiligen Verbreitungsgebietes unterscheidet sich sehr stark.

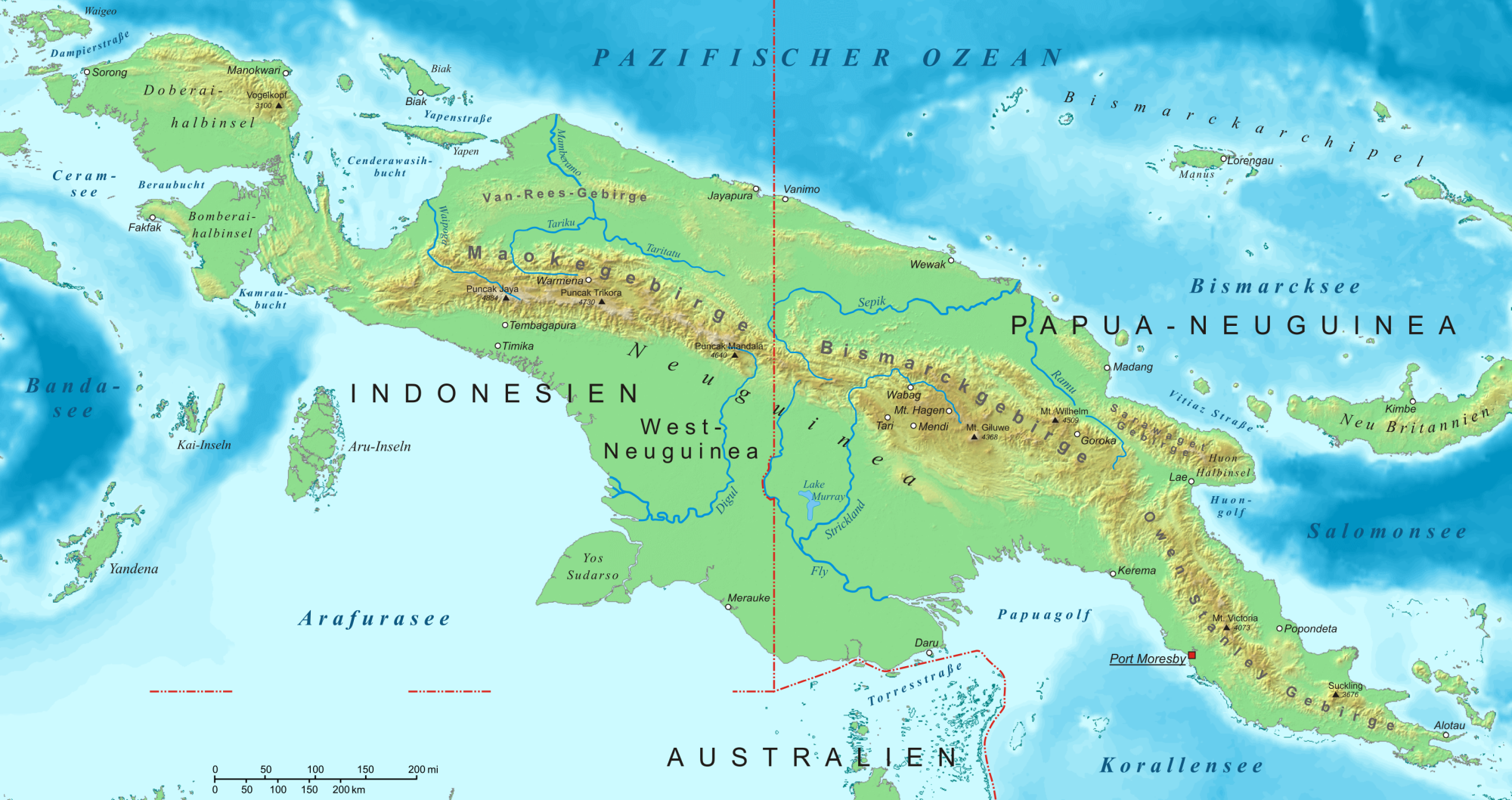
Neuguinea

Der lange als verschollen geltende Berlepschparadiesvogel wurde 1985 von dem amerikanischen Wissenschaftler Jared Diamond im Fojagebirge wiederentdeckt. Dieses Gebirge hat eine Fläche von 9712 Quadratkilometer und gilt als größter, noch nicht erschlossener oder erforschter tropischer Regenwald in der Region Asien-Pazifik. Die Hänge des Gebirges sind zum Teil extrem steil, was eine Besiedelung oder kommerzielle Holznutzung in dieser Region erschwert. Der Arfak-Strahlenparadiesvogel kommt ausschließlich auf dem Vogelkop und der Wandammenhalbinsel im Westen von Neuguinea vor und hat damit ebenfalls ein vergleichsweise kleines Verbreitungsgebiet. Das Verbreitungsgebiet des Wahnesparadiesvogel liegt im Osten Neuguineas. Es begrenzt sich auf einen schmalen Streifen von Küstengebirgszügen der Nordküste. Zum Verbreitungsgebiet gehören unter anderem das Saruwaged- und Finisterre-Gebirge sowie das Adelbert- und Rawlinsongebirge.
Deutlich größer sind dagegen die Verbreitungsgebiete von Blaunacken- und Carola-Paradiesvogel. Der Blaunacken-Paradiesvogel ist auf den Osten von Neuguinea begrenzt. Das Owen-Stanley-Gebirge stellt nach jetzigem Erkenntnisstand die südwestliche Verbreitungsgrenze dieser Art dar. Von dort aus erstreckt sich das Verbreitungsgebiet über das Bismarckgebirge und Mount Hagen bis zu den Gebirgen auf der Ostspitze Neuguineas. Im westlicheren Teil des Verbreitungsgebietes überlappt sich das Verbreitungsgebiet des Blaunacken-Paradiesvogels mit dem des Carola-Paradiesvogels. Das Verbreitungsgebiet des unterartenreichen Carola-Paradiesvogels erstreckt sich über die Gebirgszüge im Landesinneren von Neuguinea – er fehlt lediglich auf dem Vogelkop und dem Gebiet, das zu Papua Barat gehört. Sie kommt vom Weyland-Gebirge in östlicher Richtung bis zum Mount Giluwe, dem Bismarckgebirge und Hagengebirge vor. Die Höhenverbreitung reicht von 1100 bis 2000 Höhenmeter. Am häufigsten ist sie in Lagen zwischen 1450 und 1800 Meter anzutreffen. Im Osten des Verbreitungsgebietes (Bismarckgebirge, Hagengebirge, Owen-Stanley-Gebirge) überlappt sich ihr Verbreitungsgebiet mit der des Blaunacken-Paradiesvogels.
Der Lebensraum aller Strahlenparadiesvögel ist Bergwald. Tendenziell halten sich die Männchen eher als die Weibchen im Waldesinneren auf.

## Lebensweise und Fortpflanzung

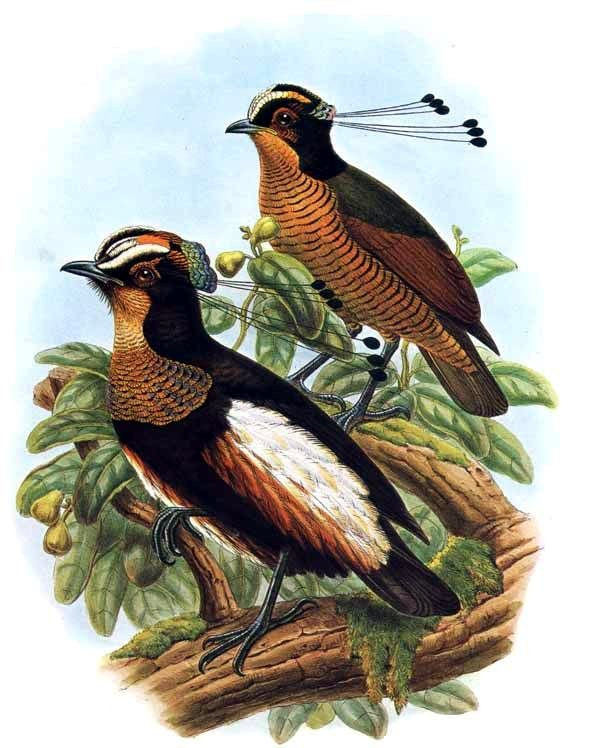
Carola-Paradiesvogel, vorne das Männchen

Bei dem wenig erforschten Berlepschparadiesvogel ist die Nahrungszusammensetzung bislang nicht bekannt. Vermutlich lebt er jedoch wie die anderen Arten überwiegend von Früchten und Gliederfüßern.
Wie die überwiegende Zahl der Paradiesvögel sind auch die Strahlenparadiesvögel polygyn, das heißt, das Männchen paart sich nach Möglichkeit mit mehreren Weibchen. Das jeweilige Weibchen zieht alleine den Nachwuchs groß. Die Männchen balzen überwiegend auf dem Boden und haben jeweils Balzplätze, die bei einzelnen Arten in einer Weise, die an Laubenvögel erinnert, von Blattwerk und anderem organischen Material gereinigt werden. Die Balzplätze des Blaunacken-Paradiesvogels liegen sehr nahe beieinander. Bei anderen Arten sind sie gleichmäßiger im jeweiligen Verbreitungsgebiet verteilt.
Bei allen näher untersuchten Arten zeigen die Männchen sehr elaborierte Balztänze. Zu den Balzelementen gehören unter anderem ein seitliches Hin- und Herhüpfen oder ein seitliches Trippeln, ein Hüpfen auf der Stelle, bei dem sie sich jeweils so weit drehen, dass sie in die entgegengesetzte Richtung blicken, und rhythmische Kopfbewegungen, die die langen Schmuckfedern in Schwingung bringen. Zu den bekanntesten Balzelementen dieser Gattung der Paradiesvögel zählt die Ballerinapose, bei der das Männchen sich hoch aufrichtet und die verlängerten Brust- und Flankenfedern so weit sträubt, dass sie sich über dem Rücken schließen und so den Körper vollständig einhüllen. Diese Haltung wird als Ballerinapose bezeichnet, weil die gesträubten Federn in einer Weise den Körper umhüllen, die an das Tutu einer Ballerina erinnern.
Allein die Weibchen kümmern sich um den Bau des Nestes, brüten alleine und ziehen anschließend allein den Nachwuchs groß.

## Arten
Die Gattung umfasst sechs Arten:
- Berlepschparadiesvogel (Parotia berlepschi)
- Carola-Strahlenparadiesvogel (Parotia carolae)
- Blaunacken-Strahlenparadiesvogel (Parotia lawesi)
- Strahlenparadiesvogel (Parotia sefilata)
- Wahnesparadiesvogel (Parotia wahnesi)

Der lange als eigenständige Art eingestlufte Helena-Paradiesvogel gilt heute als Unterart des Blaunacken-Paradiesvogels und wird entsprechend als  Parotia lawesii helenae geführt.

## Hybride mit anderen Paradiesvögeln

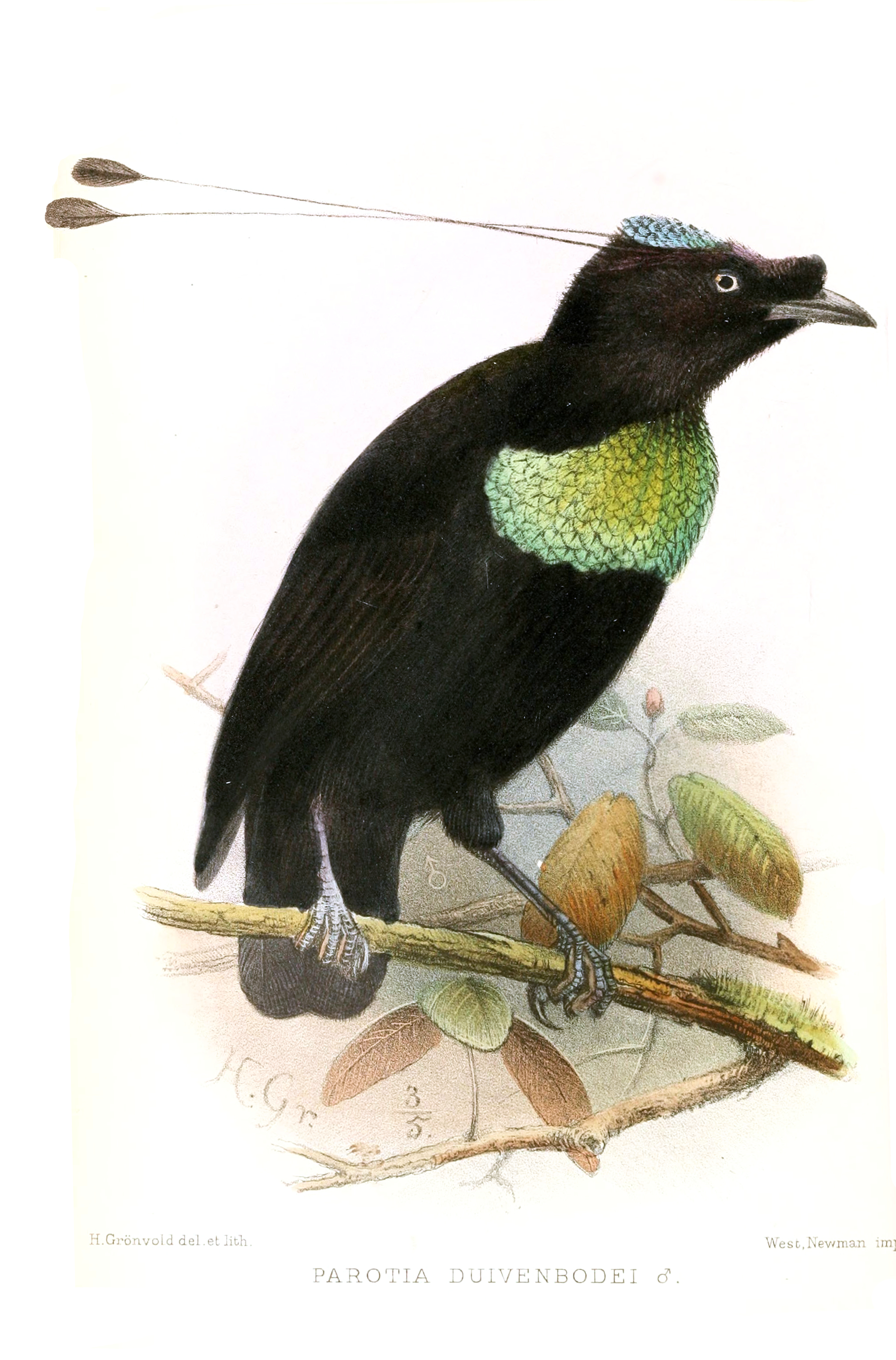
Männchen, das aus einer Kreuzung zwischen Arfak-Strahlenparadiesvogel und Pracht-Kragenparadiesvogel hervorging

Die Neigung von Paradiesvögeln, sich mit anderen Arten ihrer Familie zu kreuzen, ist bereits zu Beginn des 20. Jahrhunderts von Anton Reichenow und damit fast früher als für jede andere Vogelfamilie beschrieben worden. Die meisten Hybriden, die entdeckt werden, sind Männchen – bei ihnen fallen abweichende Gefiedermerkmale stärker auf als bei den unscheinbarer gefärbten Weibchen. Abweichend davon ist ein Weibchen wissenschaftlich beschrieben worden, das aus einer Kreuzung des Blaunacken-Paradiesvogels mit dem Blauparadiesvogel hervorgegangen ist. In ähnlicher Weise ist ein weiblicher Strahlenparadiesvogel, das aus einer Kreuzung des Carola-Paradiesvogels mit dem Pracht-Kragenparadiesvogel hervorgegangen ist, zunächst in den 1920er Jahren als ein Weibchen des Carola-Paradiesvogels eingeordnet worden. Später wurde es als eine Unterart des Pracht-Kragenparadiesvogels eingestuft. Seit den 1990er Jahren gilt es sicher, dass es sich um ein Hybride zwischen Carola- und Pracht-Kragenparadiesvogel handelt.
Die Entdeckung dieser Hybriden führt gelegentlich dazu, dass diese zunächst als eigenständige Art beschrieben wurden. Der auf einem einzigen Typusexemplar beschriebene Loborhampus ptilorlus ist mit Sicherheit eine Kreuzung zwischen dem Langschwanz-Paradigalla und dem Arfak-Strahlenparadiesvogel. Ebenso ist der Parotia duivenbodei eine Kreuzung zwischen dem Arfak-Strahlenparadiesvogel und dem Pracht-Kragenparadiesvogel.

## Dedikationsnamen
- Der deutsche Name und das Artepitheton des Carola-Paradiesvogels ehren Carola von Wasa-Holstein-Gottorp, die letzte Königin von Sachsen.
- Der Name des Helena-Paradiesvogels (Parotia lawesi helenae), eine Unterart des Blaunacken-Paradiesvogels, ehrt Helena von Großbritannien und Irland, die dritte Tochter von Queen Victoria.

## Einzelbelege
1. ↑  Handbook of the Birds of the World zum Wahnesparadiesvogel, aufgerufen am 24. Juli 2017.
2. ↑  Frith & Beehler: The Birds of Paradise – Paradisaeidae. S. 294.
3. ↑  Otto Kleinschmidt, S. 178.
4. ↑  Frith & Beehler: The Birds of Paradise – Paradisaeidae. S. 300.
5. ↑  Frith & Beehler: The Birds of Paradise – Paradisaeidae. S. 293.
6. 1 2  Frith & Beehler: The Birds of Paradise – Paradisaeidae. S. 277.
7. ↑  Lost Worlds Of West Papua Reveal More Surprises. Abgerufen am 28. Juli 2017.
8. ↑  Frith & Beehler: The Birds of Paradise – Paradisaeidae. S. 284.
9. ↑  Frith & Beehler: The Birds of Paradise – Paradisaeidae. S. 299.
10. ↑  Handbook of the Birds of the World zur Blaubrust-Paradieselster, aufgerufen am 13. Juli 2017.
11. ↑  McCarthy: Handbook of Avian Hybrids of the World. S. 228.
12. ↑  McCarthy: Handbook of Avian Hybrids of the World. S. 231.
13. 1 2  McCarthy: Handbook of Avian Hybrids of the World. S. 230.